# Lothar Mann
Lothar Mann, auch Lothar Plagemann, (* 24. April 1935; † 16. Dezember 2020 in Berlin) war ein deutscher Schauspieler, Hörspiel- und Synchronsprecher.

## Leben
Lothar Mann wurde 1935 geboren.
1960 hatte Mann bei dem Fernsehfilm Waldhausstraße 20 erstmals eine Rolle inne. 1979 stand er in der Fernsehserie Ehen vor Gericht erstmals für das Fernsehen vor der Kamera. Er spielte 1984 und 1995 in der Fernsehserie Derrick.
Mann war in über 600 Sprechrollen als Synchronsprecher zu hören. Er war in Theaterrollen, zum Beispiel am Schillertheater, dem Renaissance-Theater und dem Hebbel-Theater in Berlin, zu sehen.

## Filmografie (Auswahl)
- 1960: Waldhausstraße 20 (Fernsehfilm)
- 1961: Lebensborn
- 1962: Örtlich wieder Schläge (Fernsehfilm)
- 1963: Verspätung in Marienborn (Stop Train 349)
- 1964: Die Gruft mit dem Rätselschloss
- 1966: Die Geschichte des Rittmeisters Schach von Wuthenow (Fernsehfilm)
- 1979: Blutspur (Bloodline)
- 1979: Ehen vor Gericht (Fernsehserie, Folge 1x45)
- 1980: Fabian
- 1984, 1995: Derrick (Fernsehserie, 2 Folgen)
- 1985: Verkehrsgericht (Fernsehserie, Folge 3x04)
- 1988: Ödipussi
- 1989: Berliner Weiße mit Schuß (Fernsehserie, Folge 6x04)
- 1990: Dr. M
- 1990: Der doppelte Nötzli
- 1992: Der Millionenerbe (Fernsehserie, 2 Folgen)
- 1992: Gute Zeiten, schlechte Zeiten (Fernsehserie, 2 Folgen)
- 1993: Ein Mann am Zug (Fernsehserie, Folge 1x15)
- 1995: Das Schwein – Eine deutsche Karriere (Miniserie, Folge 1x01)
- 1996, 1998: Im Namen des Gesetzes (Fernsehserie, 2 Folgen)
- 2000: Paradiso (Fernsehserie)
- 2002: Ich lass mich scheiden (Fernsehserie, Folge 1x05)

## Hörspiele (Auswahl)
- 1961: Rhys Adrian: Betsie – Regie: Hans Lietzau (Original-Hörspiel – RIAS Berlin/SDR)
- 1961: Jean-Paul Sartre: Das Spiel ist aus. Vorlage: das gleichnamige Filmdrehbuch (als Lothar Plagemann in der Besetzungsliste aufgeführt) – Regie: Hanns Korngiebel (Hörspielbearbeitung – RIAS Berlin)
- 1962: Robert Cedric Sherriff: Bridge mit Onkel Tom (Sergeant Leonard) – Regie: Wolfgang Spier (Hörspielbearbeitung, Kriminalhörspiel – RIAS Berlin)
- 1962: Joachim Tettenborn: Gedanken im Kreise – Regie: Wolfgang Spier (Hörspiel – RIAS Berlin)
- 1963: Johannes Grave: Unternehmen Lit-Apparat – Regie: Alexander Pestel (Hörspiel – RIAS Berlin)
- 1963: Joseph Conrad: Der Mann des Vertrauens (3. Männerstimme) – Regie: Hans Lietzau (Hörspielbearbeitung – RIAS Berlin)
- 1964: Marianne Eichholz: Leipzig. Eine Stadt in Stimmen erzählt – Regie: Ulrich Gerhardt (Hörspiel – RIAS Berlin)
- 1965: Georg Zivier: Nun komm’ ich als Richter Erinnerungen an Nürnberg – 20 Jahre danach – Regie: Ulrich Gerhardt (Originalhörspiel, Originaltonhörspiel – RIAS Berlin)

Quelle: ARD-Hörspieldatenbank